# 누키게 같은 섬에 살고 있는 빈유는 어떻게 하면 되나요?
《누키게 같은 섬에 살고 있는 빈유는 어떻게 하면 되나요?》(일본어: 抜きゲーみたいな島に住んでる貧乳はどうすりゃいいですか? 누키게 미티이나 시마니 슨데루 와타시와 도스랴 이이데스카[*]) 또는 간단히 누키타시(ぬきたし)는 일본 성인 비주얼 노벨이다. 크루포(Qruppo)가 개발하고 2018년 7월 27일 마이크로소프트 윈도우용으로 출시된 비주얼 노벨이다. 비주얼 노벨의 영어 버전은 2023년 6월 시라부네(Shiravune)에서 출시되었다. "누키타시 2"라는 제목의 비주얼 노벨의 속편이 2019년 7월에 출시되었으며 영어 버전의 경우 2024년 2월 시라부네가 출시했다. 마머지탄의 삽화를 적용한 만화 각색판은 2020년 12월부터 2023년 12월까지 비글리의 만화 오코쿠 웹사이트를 통해 온라인으로 연재되었으며 이후에는 2021년 11월부터 2024년 2월까지 슈에이샤의 성년 만화 잡지 울트라 점프에서도 연재되었다. 6권의 단행본으로 수집됐다. 파시오네가 제작하고 누키타시 THE ANIMATION이라는 제목의 애니메이션 TV 시리즈 각색판이 발표되었다.

## 캐릭터
- 타치바나 준노스케
- 와타라이 히나미
- 나나세 카타기리
- 호토리 미사키
- 아사네 타치바나